# Ане
Ане (на френски: Anhée) е селище в Южна Белгия, окръг Динан на провинция Намюр. Населението му е около 6900 души (2006).